# Valbois
Valbois est une commune française située dans le département de la Meuse en région Grand Est.

## Géographie
La commune fait partie du Parc naturel régional de Lorraine.
| Lamorville   | Chaillon                | Chaillon                |
| Lamorville   | Valbois                 | Chaillon                |
| Saint-Mihiel | Buxières-sous-les-Côtes | Buxières-sous-les-Côtes |

### Hydrographie
La commune est dans le bassin versant de la Meuse au sein du bassin Rhin-Meuse. Elle est drainée par le ruisseau la Creue, le ruisseau de la Queue de l'Étang, le ruisseau des Bons Pres et le ruisseau de la Bossemard,.
La Creuë, d'une longueur de 16 km, prend sa source dans la commune de Vigneulles-lès-Hattonchâtel et se jette  dans la Meuse à Maizey, après avoir traversé cinq communes. 

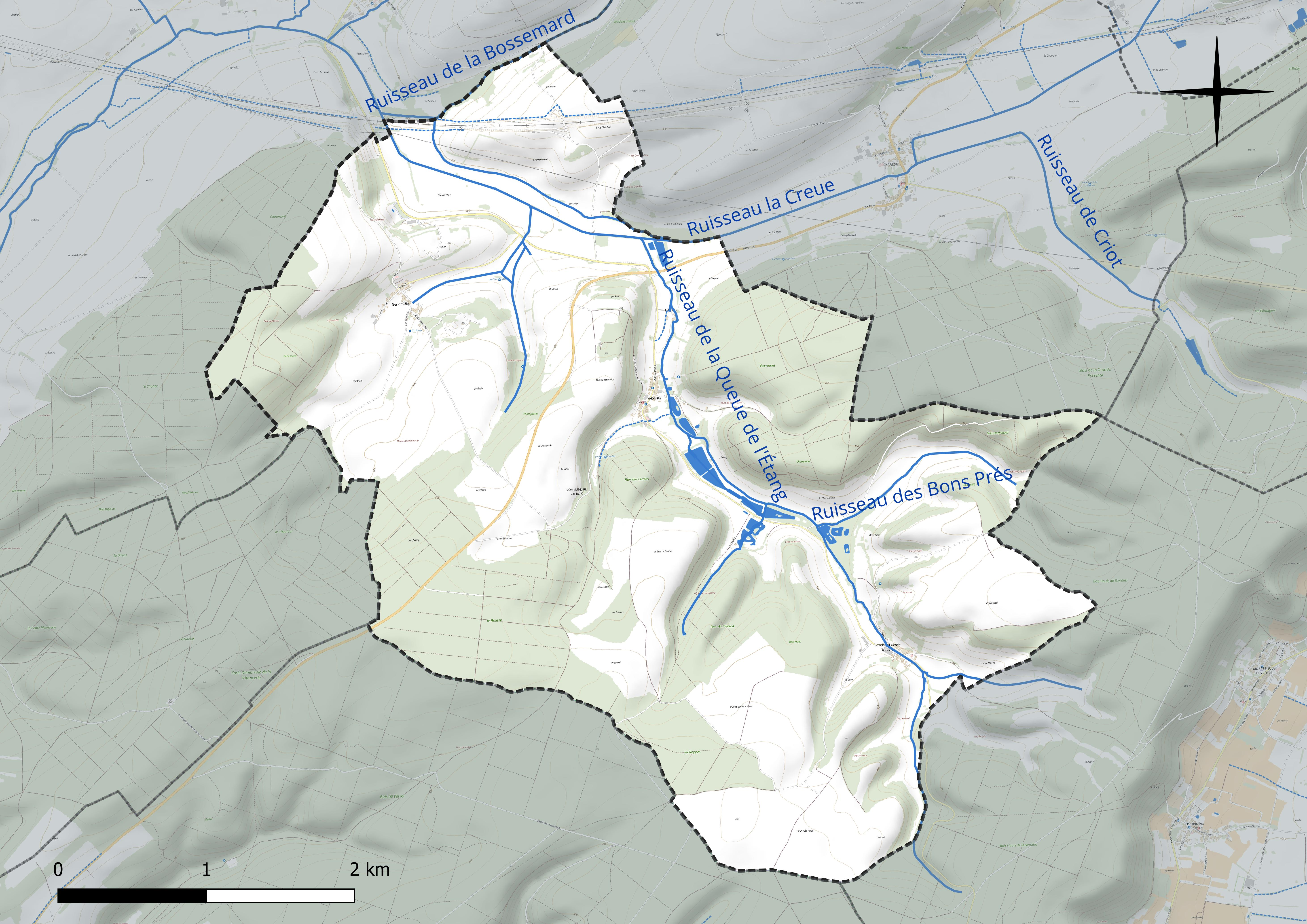
Réseau hydrographique de Valbois.

### Climat
Pour des articles plus généraux, voir Climat du Grand Est et Climat de la Meuse.
En 2010, le climat de la commune est de type climat de montagne, selon une étude du Centre national de la recherche scientifique s'appuyant sur une série de données couvrant la période 1971-2000. En 2020, Météo-France publie une typologie des climats de la France métropolitaine dans laquelle la commune est exposée à un climat océanique altéré et est dans la région climatique  Lorraine, plateau de Langres, Morvan, caractérisée par un hiver rude (1,5 °C), des vents modérés et des brouillards fréquents en automne et hiver. 
Pour la période 1971-2000, la température annuelle moyenne est de 9,4 °C, avec une amplitude thermique annuelle de 16 °C. Le cumul annuel moyen de précipitations est de 1 006 mm, avec 13,5 jours de précipitations en janvier et 9,9 jours en juillet. Pour la période 1991-2020, la température moyenne annuelle observée sur la station météorologique de Météo-France la plus proche, « Nonsard », sur la commune de Nonsard-Lamarche à 11 km à vol d'oiseau, est de 10,7 °C et le cumul annuel moyen de précipitations est de 690,8 mm. 
La température maximale relevée sur cette station est de 40,1 °C, atteinte le 25 juillet 2019 ; la température minimale est de −17 °C, atteinte le 1er mars 2005,,. 
Les paramètres climatiques de la commune ont été estimés pour le milieu du siècle (2041-2070) selon différents scénarios d'émission de gaz à effet de serre à partir des nouvelles projections climatiques de référence DRIAS-2020. Ils sont consultables sur un site dédié publié par Météo-France en novembre 2022.

## Urbanisme

### Typologie
Au 1er janvier 2024, Valbois est catégorisée commune rurale à habitat très dispersé, selon la nouvelle grille communale de densité à sept niveaux définie par l'Insee en 2022.
Elle est située hors unité urbaine. Par ailleurs la commune fait partie de l'aire d'attraction de Saint-Mihiel, dont elle est une commune de la couronne,. Cette aire, qui regroupe 17 communes, est catégorisée dans les aires de moins de 50 000 habitants,.

### Occupation des sols
L'occupation des sols de la commune, telle qu'elle ressort de la base de données européenne d’occupation biophysique des sols Corine Land Cover (CLC), est marquée par l'importance des territoires agricoles (56,8 % en 2018), une proportion sensiblement équivalente à celle de 1990 (56,6 %). La répartition détaillée en 2018 est la suivante : 
forêts (36,3 %), terres arables (35,5 %), prairies (21,3 %), milieux à végétation arbustive et/ou herbacée (4,7 %), eaux continentales (2,2 %). L'évolution de l’occupation des sols de la commune et de ses infrastructures peut être observée sur les différentes représentations cartographiques du territoire : la carte de Cassini (XVIIIe siècle), la carte d'état-major (1820-1866) et les cartes ou photos aériennes de l'IGN pour la période actuelle (1950 à aujourd'hui).

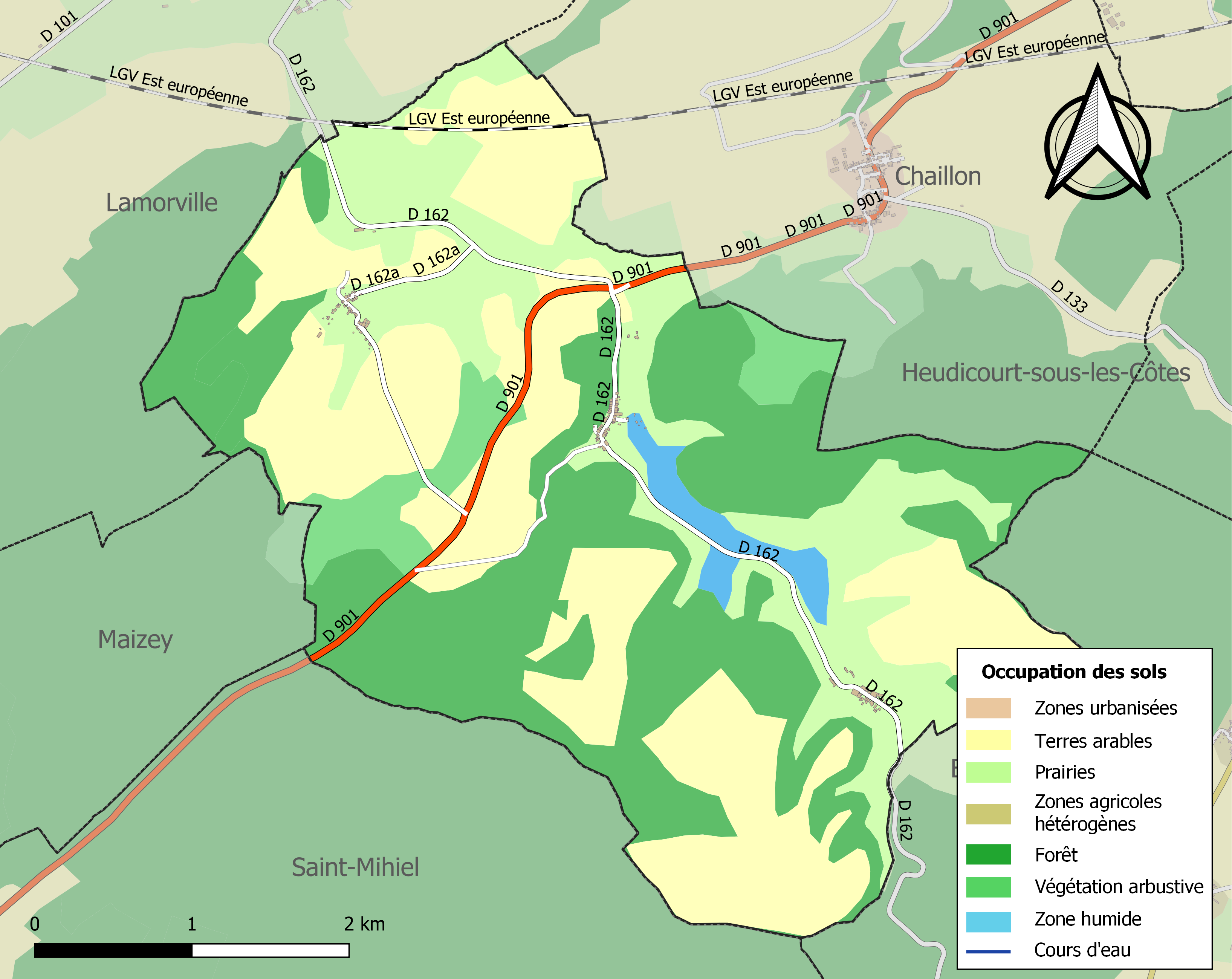
Carte des infrastructures et de l'occupation des sols de la commune en 2018 (CLC).

## Toponymie
Valbois est un néo-toponyme évoquant la forêt. Le nom vient du fait que les anciens villages associés se trouvent dans des vallées boisées.

## Histoire
Le 1er janvier 1973, Varvinay devient Valbois à la suite de sa fusion-association avec Savonnières-en-Woëvre et Senonville.

## Politique et administration
| Période                                  | Période   | Identité       | Étiquette | Qualité |
| ---------------------------------------- | --------- | -------------- | --------- | ------- |
| Les données manquantes sont à compléter. |           |                |           |         |
| mars 2001                                | mars 2014 | Gilbert Someil |           |         |
| mars 2014                                | En cours  | Martine Marcus |           |         |

## Population et société

### Démographie
L'évolution du nombre d'habitants est connue à travers les recensements de la population effectués dans la commune depuis 1793. Pour les communes de moins de 10 000 habitants, une enquête de recensement portant sur toute la population est réalisée tous les cinq ans, les populations de référence des années intermédiaires étant quant à elles estimées par interpolation ou extrapolation. Pour la commune, le premier recensement exhaustif entrant dans le cadre du nouveau dispositif a été réalisé en 2007.

En 2022, la commune comptait 95 habitants, en évolution de +4,4 % par rapport à 2016 (Meuse : −4,4 %, France hors Mayotte : +2,11 %).
| 1793 | 1800 | 1806 | 1821 | 1831 | 1836 | 1841 | 1846 | 1851 |
| ---- | ---- | ---- | ---- | ---- | ---- | ---- | ---- | ---- |
| 191  | 230  | 255  | 254  | 272  | 316  | 309  | 319  | 323  |

| 1856 | 1861 | 1866 | 1872 | 1876 | 1881 | 1886 | 1891 | 1896 |
| ---- | ---- | ---- | ---- | ---- | ---- | ---- | ---- | ---- |
| 322  | 303  | 279  | 244  | 231  | 224  | 202  | 217  | 213  |

| 1901 | 1906 | 1911 | 1921 | 1926 | 1931 | 1936 | 1946 | 1954 |
| ---- | ---- | ---- | ---- | ---- | ---- | ---- | ---- | ---- |
| 201  | 184  | 169  | 94   | 86   | 87   | 82   | 72   | 60   |

| 1962 | 1968 | 1975 | 1982 | 1990 | 1999 | 2006 | 2007 | 2012 |
| ---- | ---- | ---- | ---- | ---- | ---- | ---- | ---- | ---- |
| 57   | 44   | 113  | 98   | 116  | 97   | 110  | 112  | 90   |

| 2017 | 2022 | - | - | - | - | - | - | - |
| ---- | ---- | - | - | - | - | - | - | - |
| 93   | 95   | - | - | - | - | - | - | - |

## Culture locale et patrimoine

### Lieux et monuments
- L'église Saint-Hilaire, construite en 1847 de Savonnières-en-Woëvre.
- L'église Saint-Jean-Baptiste, construite en 1840 de Varvinay.
- L'église Saint-Pierre-ès-Liens XIIe siècle de Senonville.
- Monument militaire de 1916, le monument du Lion a été érigé par les fantassins bavarois en cantonnement sur les arrières du front
- Tombe officier Allemand Première Guerre mondiale.

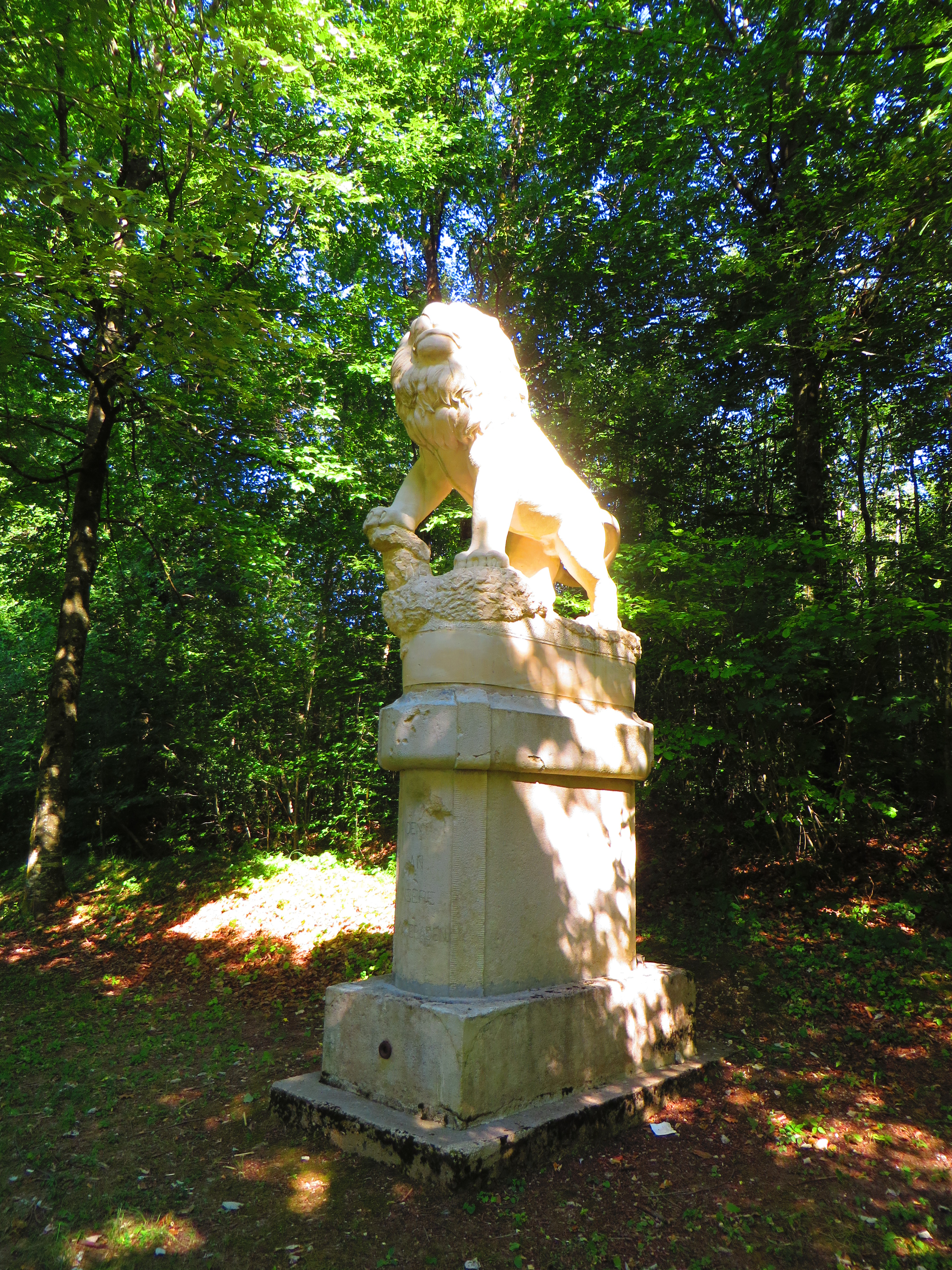
Monument du Lion
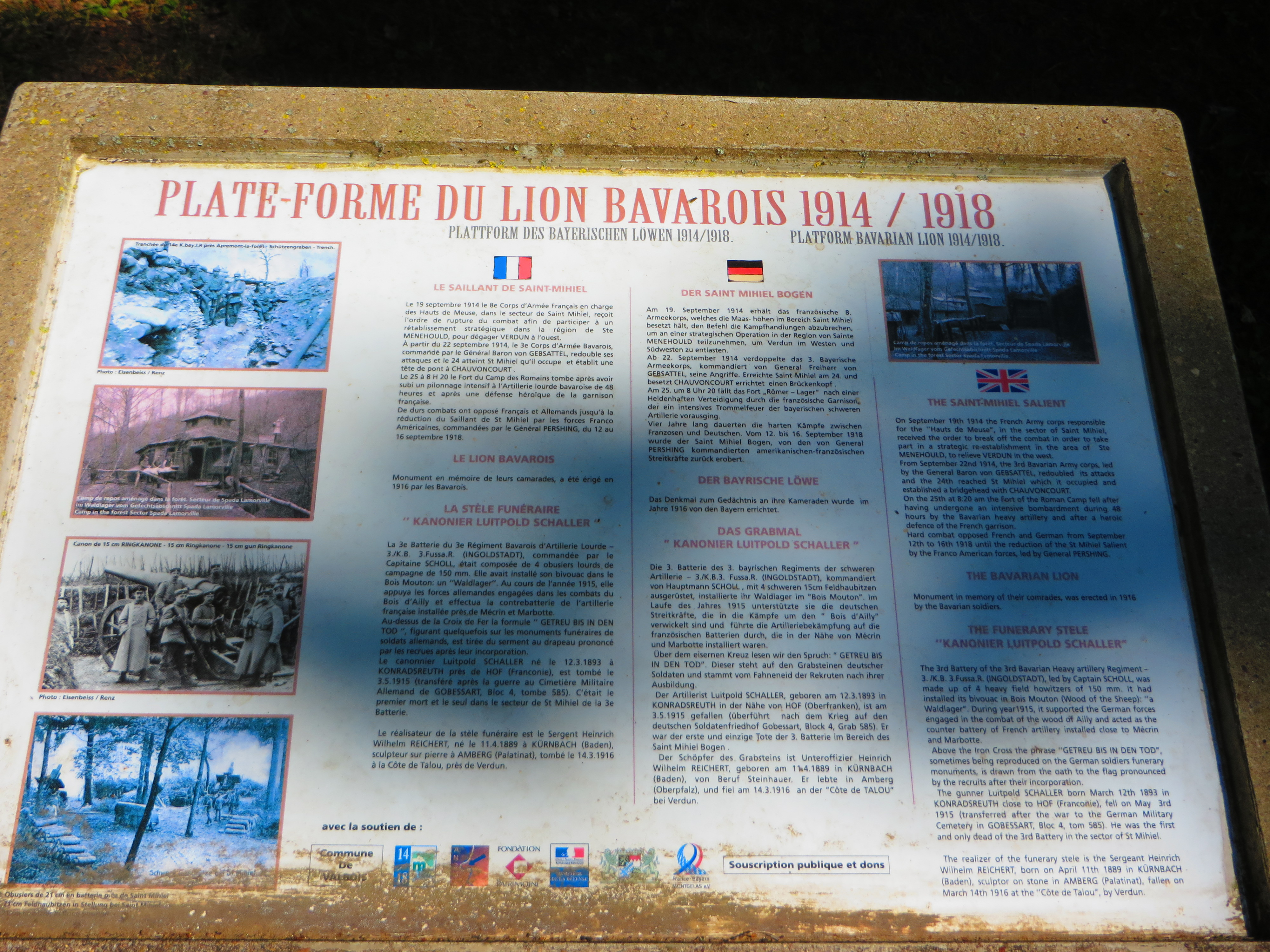
Plaque explicative
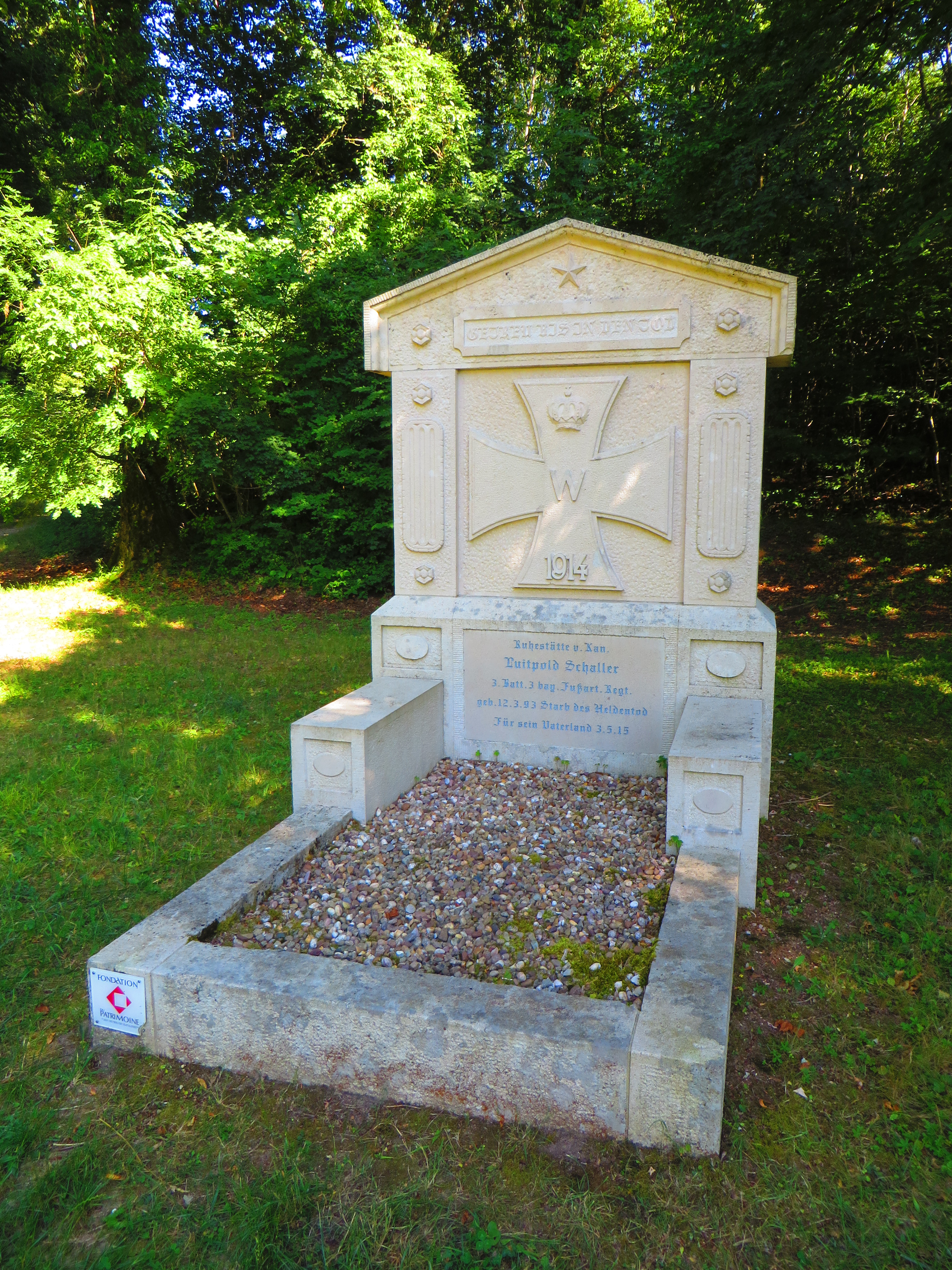
Tombe d'un officier allemand

### Personnalités liées à la commune
- Le sculpteur meusien Denis Mellinger dit "Melden".